# Uroplatus alluaudi
Uroplatus alluaudi is een hagedis die behoort tot de gekko's. Het is een van de soorten bladstaartgekko's uit het geslacht Uroplatus.

## Naam en indeling
De wetenschappelijke naam van de soort werd voor het eerst voorgesteld door François Mocquard in 1894. De soortaanduiding alluaudi is een eerbetoon aan de Franse entomoloog Charles Alluaud (1861 - 1949).

## Uiterlijke kenmerken
Uroplatus alluaudi bereikt een lichaamslengte van 6,9 tot 7,9 centimeter exclusief de staart en een staartlengte van 3,5 tot 3,6 cm. De lichaamskleur is lichtbruin met een donkere streep op het midden van de rug.

## Verspreiding en habitat
De soort komt voor in delen van Afrika en leeft endemisch op het eiland Madagaskar maar leeft alleen in het uiterste noorden van het land. De habitat bestaat uit vochtige tropische en subtropische laaglandbossen. Ook in door de mens aangepaste streken zoals plantages kan de hagedis worden gevonden. De bladstaartgekko is aangetroffen op een hoogte van ongeveer 650 tot 950 meter boven zeeniveau.

## Beschermingsstatus
Door de internationale natuurbeschermingsorganisatie IUCN is de beschermingsstatus 'gevoelig' toegewezen (Near Threatened of NT).